# Partit Popular de Cantàbria
El Partit Popular de Cantàbria (PP de Cantàbria) és l'agrupació territorial de l'Partit Popular en Cantàbria, té un caràcter conservador i centredreta.
La presidenta del partit és María José Sáenz de Buruaga i la secretària és Maria José Gónzalez Revolta, elegides després del XII Congrés del PP de Cantàbria celebrat al març de 2017; l'organització juvenil del partit són les Noves Generacions de Cantàbria, el president és Javier Fernández Soberón. La seva presència institucional està composta per 433 regidors, 13 diputats al Parlament de Cantàbria, dos diputats al Congrés dels Diputats i tres senadors en el Senat; a més, governa en 36 municipis, dels quals 34 són per majoria absoluta. En l'actualitat és la primera força política de Cantàbria.
Va ser fundat el 1989 com a refundació de Aliança Popular. Ha ostentat la presidència del Govern de Cantàbria entre 1995 i 2003, amb el suport del PRC, i després de les eleccions autonòmiques de 2011 amb majoria absoluta; sent presidents de govern, Joaquín Martínez Sieso (1995-2003) i Ignacio Diego.

## Ideologia
El Partit Popular de Cantàbria és un partit polític l'àmbit territorial es circumscriu a Cantàbria. El Partit Popular de Cantàbria igual que el Partit Popular a nivell nacional, es defineix com un partit centre reformista de tendència humanista cristiana, defensor de la democràcia i el Estat de Dret, així com d'una economia de mercat; també té una vocació europea.

## Història

### Canvi de segle
Després de les eleccions autonòmiques de 2011 el PP de Cantàbria es va convertir en la primera força política de Cantàbria per davant del PRC i del PSC-PSOE, obtenint la majoria absoluta al Parlament de Cantàbria, convertint-se Ignacio Diego a president de la comunitat.

## Resultats electorals

### Parlament de Cantàbria
| Any  | Líder              | Vots    | %          | Escons  | +/– | Govern             |
| ---- | ------------------ | ------- | ---------- | ------- | --- | ------------------ |
| 1991 | José Luis Vallines | 42,714  | 14.44 (#3) | 6 / 39  | Nou | Coalició (1991–92) |
| 1991 | José Luis Vallines | 42,714  | 14.44 (#3) | 6 / 39  | Nou | Oposició (1992–95) |
| 1995 | Martínez Sieso     | 104,008 | 32.50 (#1) | 13 / 39 | 7   | Coalició           |
| 1999 | Martínez Sieso     | 134,924 | 42.50 (#1) | 19 / 39 | 6   | Coalició           |
| 2003 | Martínez Sieso     | 146,796 | 42.49 (#1) | 18 / 39 | 1   | Oposició           |
| 2007 | Ignacio Diego      | 143,610 | 41.48 (#1) | 17 / 39 | 1   | Oposició           |
| 2011 | Ignacio Diego      | 156,499 | 46.09 (#1) | 20 / 39 | 3   | Majoria            |
| 2015 | Ignacio Diego      | 105,944 | 32.58 (#1) | 13 / 35 | 7   | Oposició           |
| 2019 | Sáenz de Buruaga   | 78,347  | 24.04 (#2) | 9 / 35  | 4   | Oposició           |
| 2023 | Sáenz de Buruaga   | 116,198 | 35.78 (#1) | 15 / 35 | 6   | Majoria            |

### Eleccions generals
| Any       | Vots    | %     | Diputats | +/- | Senadors | +/- | Ref    |
| --------- | ------- | ----- | -------- | --- | -------- | --- | ------ |
| 1989      | 114 403 | 38,41 | 2 / 5    | Nou | 1 / 4    | Nou | [ 1 ]  |
| 1993      | 121 967 | 37,03 | 2 / 5    | =   | 1 / 4    | =   | [ 2 ]  |
| 1996      | 175 651 | 50,47 | 3 / 5    | 1   | 3 / 4    | 2   | [ 3 ]  |
| 2000      | 189 442 | 56,84 | 3 / 5    | =   | 3 / 4    | =   | [ 4 ]  |
| 2004      | 190 383 | 51,9  | 3 / 5    | =   | 3 / 4    | =   | [ 5 ]  |
| 2008      | 184 853 | 49,99 | 3 / 5    | =   | 3 / 4    | =   | [ 6 ]  |
| 2011      | 183 244 | 52,17 | 4 / 5    | 1   | 3 / 4    | =   | [ 7 ]  |
| 2015      | 128 852 | 36,94 | 2 / 5    | 2   | 3 / 4    | =   | [ 8 ]  |
| 2016      | 139 486 | 41,56 | 2 / 5    | =   | 3 / 4    | =   | [ 9 ]  |
| 2019 (I)  | 77 668  | 21,71 | 1 / 5    | 1   | 1 / 4    | 2   | [ 10 ] |
| 2019 (II) | 84 583  | 25,99 | 2 / 5    | 1   | 3 / 4    | 2   | [ 11 ] |
| 2023      | 147 326 | 42,08 | 2 / 5    | =   | 3 / 4    | =   | [ 12 ] |